# ولاية كاتسينا
ولاية كاتسينا هي إحدى الولايات الست وثلاثين المكونة لنيجيريا. الإنجليزية هي اللغة الرسمية إلا أن الهوسا (المكتوبة بأبجدية عربية ولاتينية) تستخدم في جميع أنحاء الولاية.

## أعلام
- عمر يارادوا
- جعفر محمود آدم، عالم إسلامي سلفي.